# Ксенжополе-Смоляки
Ксенжополе-Смоляки (пол. Księżopole-Smolaki) — село в Польщі, у гміні Мокободи Седлецького повіту Мазовецького воєводства.
Населення — 77 осіб (2011).
У 1975-1998 роках село належало до Седлецького воєводства.

## Демографія
Демографічна структура станом на 31 березня 2011 року:
|          | Загалом | Допрацездатний вік | Працездатний вік | Постпрацездатний вік |
| -------- | ------- | ------------------ | ---------------- | -------------------- |
| Чоловіки | 45      | 14                 | 25               | 6                    |
| Жінки    | 32      | 4                  | 21               | 7                    |
| Разом    | 77      | 18                 | 46               | 13                   |